# William Havard

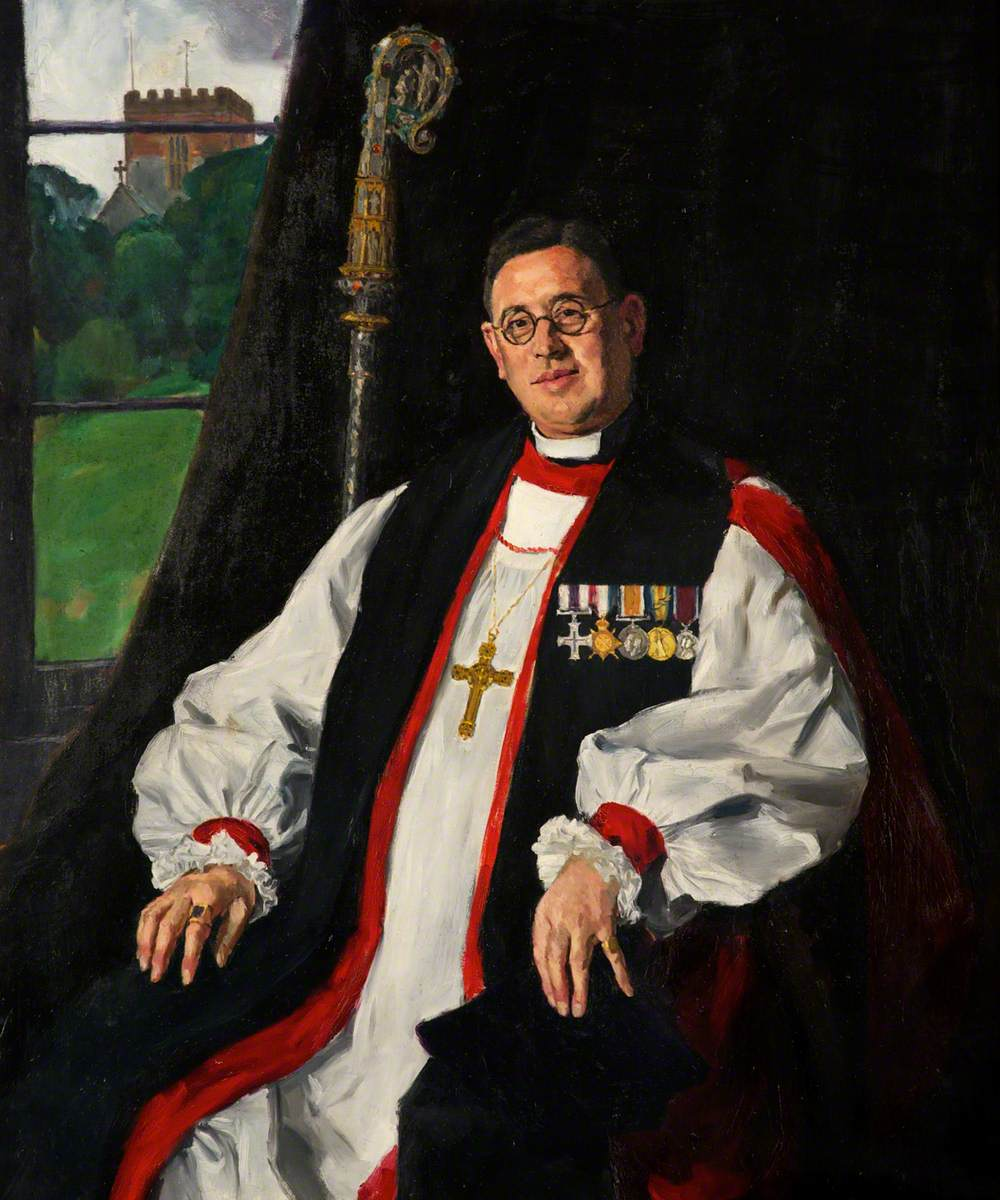
William Havard

William Thomas Havard (* 23. Oktober 1889 in Neuadd Defynnog; † 17. August 1956) war ein britischer Geistlicher. Von 1934 bis 1950 war er anglikanischer Bischof von St Asaph und dann bis zu seinem Tod Bischof von St Davids.

## Herkunft und Studium
William Havard war der dritte Sohn seines gleichnamigen Vaters William Havard und dessen Frau Gwen. Sein Vater war Diakon der Tabernacl Chapel von Defynnog in Brecknockshire, einer kongregationalistischen Freikirche. Havard besuchte die Brecon County School und studierte dann am University College of Wales in Aberystwyth, wo er 1912 in Geschichte einen Abschluss als Bachelor machte. Während seines Studiums in Aberystwyth gehörte er ab 1908 der Baker Street Church an, ehe er nach seinem Abschluss am University College zur Church in Wales konvertierte. Anschließend studierte er am St. Michael’s College in Llandaff.

## Tätigkeit als Geistlicher
1913 wurde Havard von John Owen, dem Bischof von St Davids, zum Diakon und 1914 zum Priester geweiht, anschließend war er bis 1915 Kurat von Llanelli. Während des Ersten Weltkriegs diente er dann bis 1919 als Militärseelsorger, dabei wurde er 1916 mentioned in dispatches und 1917 erhielt er das Military Cross. Von 1919 bis 1921 war er Kaplan des Jesus College in Oxford, wo er 1921 auch sein Studium als Master (M.A.) abschloss. Von 1921 bis 1922 war er Kurat von Brecon, dann bis 1924 Vikar von St Paul-at-Hook und dann bis 1928 Vikar der Kirche St Luke in Battersea. 1928 wurde er Vikar der Kirche St Mary’s in Swansea, dazu wurde er 1930 Kanoniker an der Kathedrale von Brecon. Im September 1934 wurde er zum Bischof der walisischen Diözese St Asaph geweiht. Havard setzte sich besonders für die religiöse Erziehung im Schulunterricht ein. Er war Vorsitzender des Education Council der Church in Wales sowie Visitator des St Davids College, des Llandovery College, des Trinity College in Carmarthen und des St. John’s College in Ystrad Meurig. Dazu förderte er die Zusammenarbeit zwischen der Church in Wales und den nonkonformistischen Kirchen. Harvard galt als sprachgewaltiger Prediger, der sowohl auf Englisch wie auf Walisisch predigen konnte. Mehrmals durfte er vor dem Eisteddfod eine Predigt im Hörfunk halten. 1943 durfte er an der St. Andrews University und 1946 in Canterbury predigen. 1951 war er Gastdozent und Prediger an der Yale University in den Vereinigten Staaten. 1950 wechselte er die Diözese und wurde Bischof der Diözese St Davids. Nach seinem Tod wurde er in Brecon beigesetzt.

## Tätigkeit als Rugbyspieler
Als junger Mann war Havard während seines Studiums in Aberystwyth als Rugbyspieler berühmt. 1919 spielte er in einem Spiel der walisischen Nationalmannschaft gegen Neuseeland, und auch während seines weiteren Studiums in Oxford war er aktiver Rugbyspieler.

## Familie und Nachkommen
Havard hatte 1922 Florence Aimée Holmes geheiratet, eine Tochter von Joseph Holmes aus Pen-y-fái bei Llanelli. Mit ihr hatte er zwei Söhne und zwei Töchter. 